# 許輔
許輔（1436年—？），字佐之，順天府東安縣人，軍籍，明朝政治人物。

## 生平
順天鄉試第八十七名舉人，成化八年（1472年）中式壬辰科會試第二百二名，二甲第七十一名進士。授戶部主事。

## 家族
曾祖許得友；祖父許忠，曾任署正；父許瑛，曾任縣丞贈刑部郎中。弟許弼。子許復禮。